# Tim Oliehoek
 (octobre 2018).
Tim Oliehoek, né le 27 février 1979 à Stompwijk, est un réalisateur, producteur, scénariste et acteur néerlandais.

## Filmographie

### Réalisateur et scénariste
- 1997 :  Buy or Die
- 2001 : Isabelle
- 2002 :  The Champ
- 2003 : 15.35 Track 1 : co-réalisé avec Marcel Hensema[2]
- 2003 :  The Horseless Prince
- 2005 : Too Fat Too Furious[3]
- 2005 : All Souls : co-réalisé avec Mijke de Jong, Hanro Smitsman, Eddy Terstall, Nicole van Kilsdonk, Marco van Geffen, Maarten Treurniet, Michiel van Jaarsveld, David Lammers, Ger Beukenkamp et Rita Horst
- 2009 : Spion van Oranje[4]
- 2011 : Pizzamaffia[5]
- 2011 :  Van god los
- 2012 :  Moordvrouw
- 2013 : Chez Nous[6]
- 2014 : Wiplala, le lutin enchanteur[7]
- 2015 :  Het verhaal achter Baron 1898
- 2016 :  De Zaak Menten
- 2017 : Het geheime dagboek van Hendrik Groen

### Acteur
- 2001 : Costa! : Joris
- 2007 :  Shouf shouf!  : Onbekend